# Padova
Padova (také Padua, v benátštině Pàdoa, latinsky Patavium) je severoitalské město v oblasti Benátsko, na řece Bacchiglione, propojené kanály s řekou Brenta. Je hlavním městem provincie Padova. Žije zde 207 439 obyvatel, v celé aglomeraci pak 440 000.
Ve městě sídlí Padovská univerzita, jedna z nejstarších na světě a druhá nejstarší v Itálii. Dochovalo se zde velké množství uměleckých a kulturních památek, které však stěží přilákají tolik turistů jako 30 km vzdálené Benátky. Padova je důležitým ekonomickým centrem oblasti a jedním z nejdůležitějších logistických a dopravních uzlů celé Itálie.
Padova je také poutní místo, „město svatého Antonína“, portugalského františkána, který zde zemřel roku 1231 a následujícího roku byl svatořečen.

## Dějiny
Padova – antické Patavium – patří mezi nejstarší severoitalská města, podle legendy byla založena Aeneovými Trójany. Patavia se ve starověku stala bohatým hospodářsky rozvinutým městem, centrem obchodu a zpracování vlny. Roku 59. př. n. l.
se tu narodil římský historik Titus Livius. Na přelomu 3. a 4. století byli její obyvatelé již křesťany. První období rozkvětu města skončilo roku 452, byla Patavia zničena Huny. Počátkem 7. století zničili město Langobardi a v 9. století Maďaři.
Z těchto ran se Padova dlouho vzpamatovávala, ale ve 12. století došlo k jejímu novému rozkvětu. Roku 1164 se jako první severoitalské město vymanila ze závislosti na císařské moci Štaufů, získala vlastní samosprávu a stala se svobodným městem. Politicky stála většinou na straně guelfů. V roce 1237 se však k moci dostala císařská strana v čele s Ezzelinem III. da Romano a pro Padovu nastalo nepříznivé období.
Ve 13. a 14. století došlo opět ke kulturnímu a duchovnímu rozkvětu. V roce 1222 byla založena padovská univerzita, druhá nejstarší v Itálii, v letech 1230–1231 zde působil minoritský kazatel Antonín z Padovy, nad jehož hrobem byla ve druhé polovině 13. století vystavěna bazilika Il Santo. Kolem roku 1300 se v Padově sešli básník Dante Alighieri, který zde možná studoval na univerzitě, a malíř Giotto di Bondone, kterého pověřil zdejší vážený občan Enrico Scrovegni výzdobou rodinné kaple.
V renesanci byla Padova jedním z hlavních center humanismu a vědy – působil zde např. Galileo Galilei a na zdejší univerzitě studoval práva mj. první pražský arcibiskup Arnošt z Pardubic, český světec Jan Nepomucký, později např. Mikuláš Kusánský. Rozmachu kulturního věhlasu pomohlo nastolení vlády rodiny da Carrara, ke kterému došlo s benátskou pomocí roku 1337. Noví vládcové se ukázali jako štědří mecenáši umění a v Padově vznikl jeden z nejstarších orlojů vůbec. V letech 1405–1797 ovládaly Padovu přímo Benátky, poté připadla Rakousku a roku 1867 se stala součástí sjednocené Itálie. Za 2. světové války (1944) byla Padova těžce poškozena bombardováním.

## Kultura a pamětihodnosti
V roce 2021 byla zapsána na seznam světového dědictví UNESCO skupina padovských staveb, ve kterých se nachází řada fresek. Souhrnný název památky UNESCO je „Cyklus fresek ze 14. století v Padově“ a zahrnuje stavby: Kaple Scrovegni, Chiesa degli Eremitani, Palazzo della Ragione, Loggia dei Carraresi, Battistero di Padova, Basilica di Sant'Antonio, Oratorio di San Giorgio a Oratorio di San Michele.

### Bazilika svatého Antonína (Basilica del Santo)

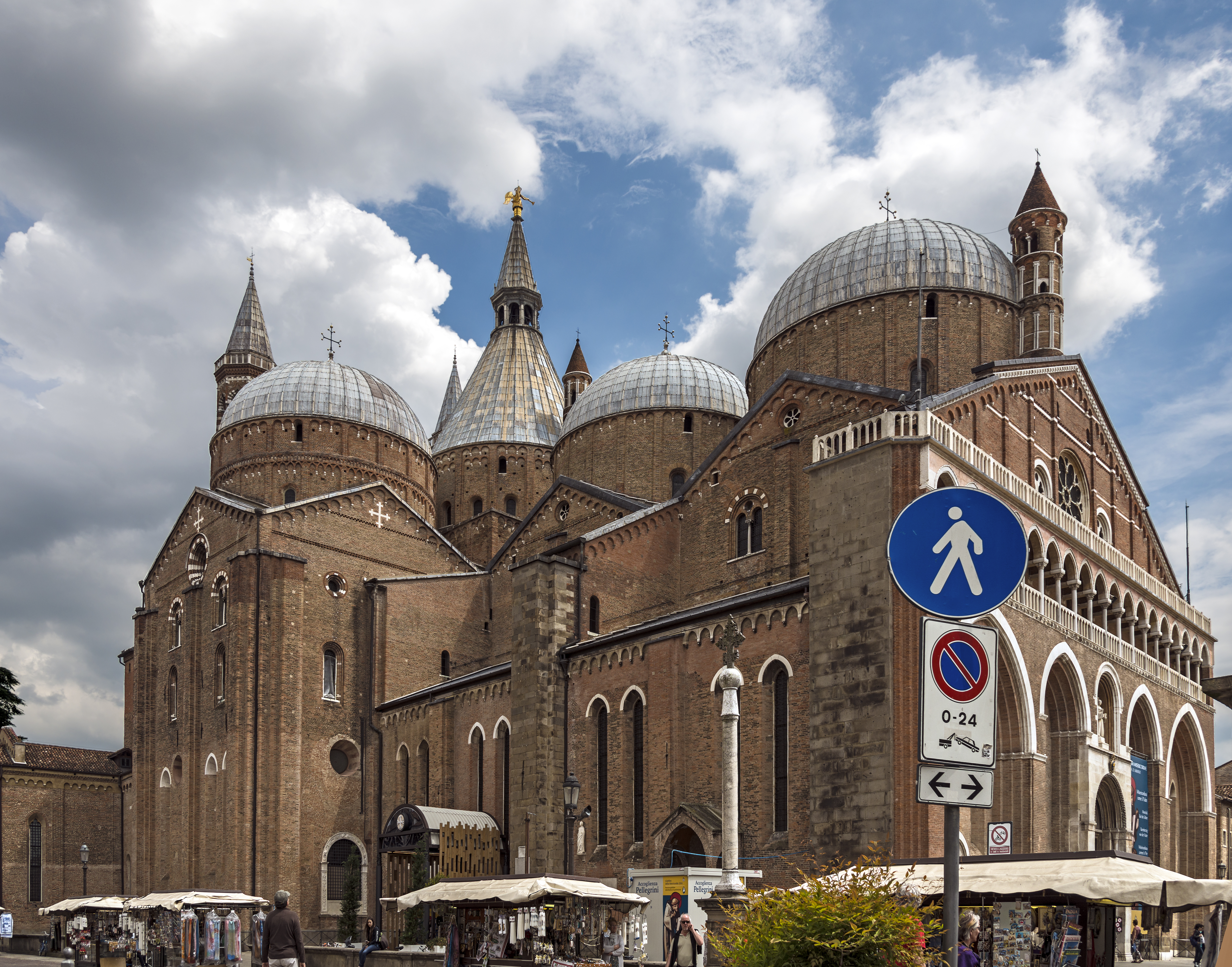
Bazilika sv. Antonína od severu

Jako mnoho italských měst je i Padova bohatá na stavební a umělecké památky. Patrně nejznámější je poutní bazilika svatého Antonína (místními zvaná Il Santo), jeden z největších chrámů v Itálii, jehož stavba začala 1238, sedm let po světcově smrti. Cihlová stavba se sedmi kupolemi a dvěma štíhlými věžemi prozrazuje benátský a byzantský vliv a nese architektonické prvky románské i gotické. Přilehlý františkánský klášter má čtyři rajské dvory, tři z nich sloužily poutníkům a jsou i dnes volně přístupné.
Na náměstí před bazilikou stojí bronzová jezdecká socha od Donatella, kterou Padova roku 1447 věnovalo Erasmu di Narni, kondotiérovi a veliteli místní domobrany, přezdívanému Gattamelata („mazaná kočka“).

### Palazzo della Ragione a Piazza dei Signori

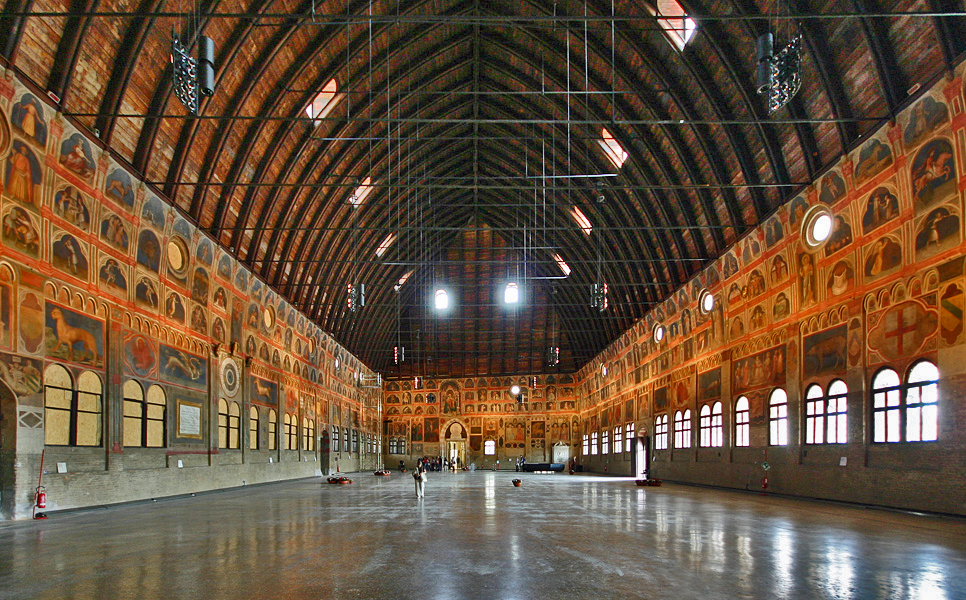
Palazzo della Ragione, zasedací síň

V centru města, původně obehnaném částečně dochovanými hradbami, mezi dvěma náměstími Piazza dei Frutti (Ovocný trh) a Piazza dell'Erbe (Zeleninový trh), stojí středověký soudní palác, Palazzo della Ragione nebo Il Salone z roku 1219, z obou stran obestavěný renesančními galeriemi, sloužící rovněž jako radnice a městská tržnice. Zasedací síň v horním patře je 81,5 m dlouhá, 27 m široká a 24 m vysoká, stěny jsou pokryty freskami z 15. století.
Východně na Palazzo della Ragione navazuje Palazzo Comunale (směs architektury románské, gotické, barokní se středověkou 47 metrů vysokou věží Torre degli Anziani), původně sídlo městské rady, dnes radnice. Dále východně, přes ulici, se nachází budovy padovské univerzity (známý je přednáškový sál pro studenty medicíny Teatro anatomico).
Západně od Palazzo della Ragione leží Piazza dei Signori, které tvoří především měšťanské domy ze 16. století. Na západní straně náměstí stojí Palazzo del Capitanio s věží s orlojem z počátku 15. století, zhruba současného s pražským.

### Dóm
Na dalším náměstí v blízkosti je barokní dóm s nedokončenou fasádou a před ním malé baptisterium, jehož vnitřní stěny včetně kupole jsou celé pokryty freskami z poloviny 14. století. Mezi četnými dalšími paláci vyniká historické sídlo university v paláci Bo.

### Kaple Scrovegni (Cappella degli Scrovegni)

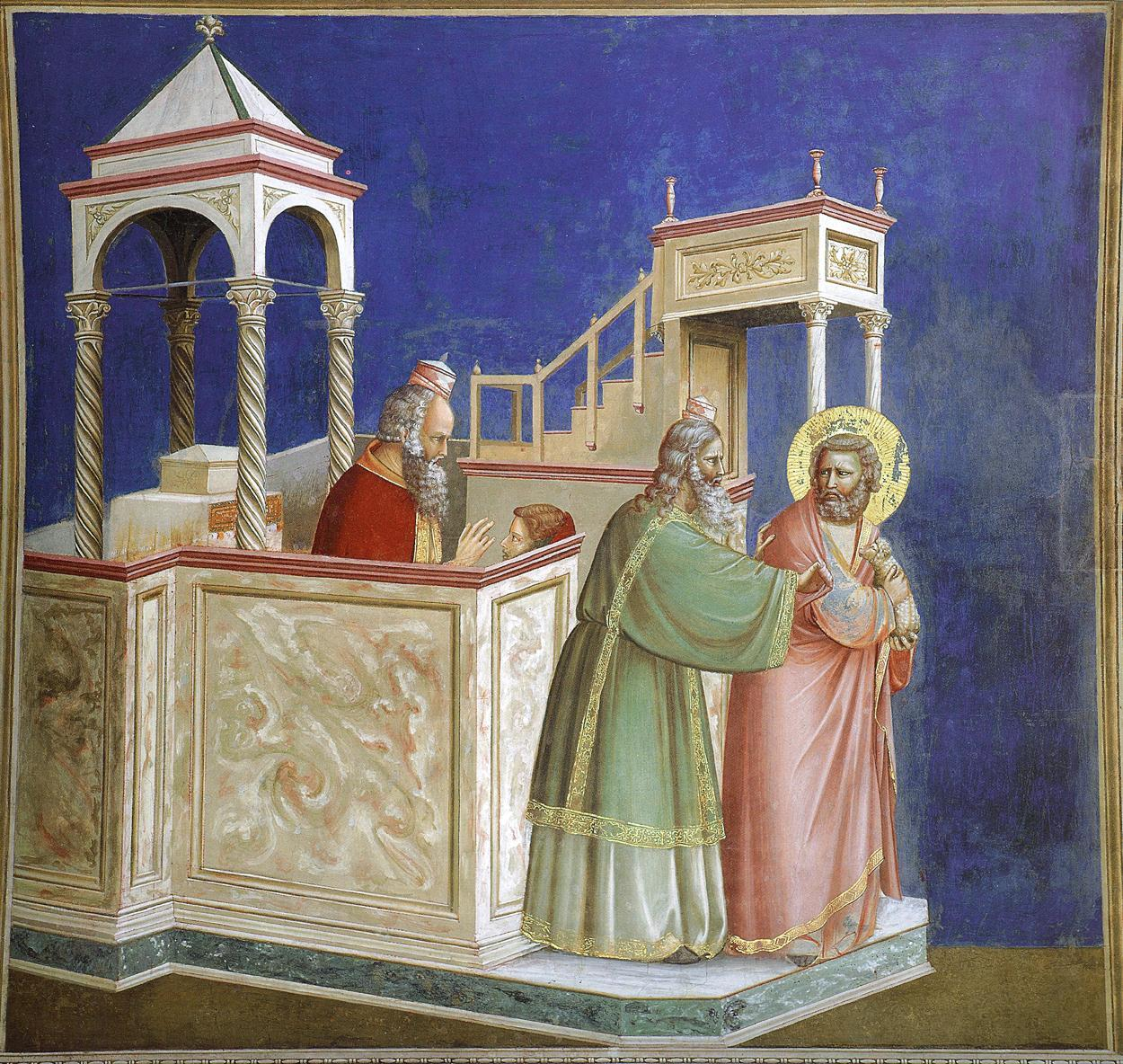
Giottova malba v Cappella degli Scrovegni

Cappella degli Scrovegni (zvaná též dell'Arena) je velmi cennou památkou. Byla postavena roku 1303 jako součást později (1808) zaniklého paláce. Její výzdobou byl pověřen Giotto, který zde v letech 1304—1306 namaloval soubor 38 výjevů ze života Krista a Panny Marie, doprovázený obrazem Posledního soudu a alegoriemi Ctností a Neřestí. Sochu Marie mezi anděly na hlavním oltáři vytvořil Giovanni Pisano.

### Prato della Valle

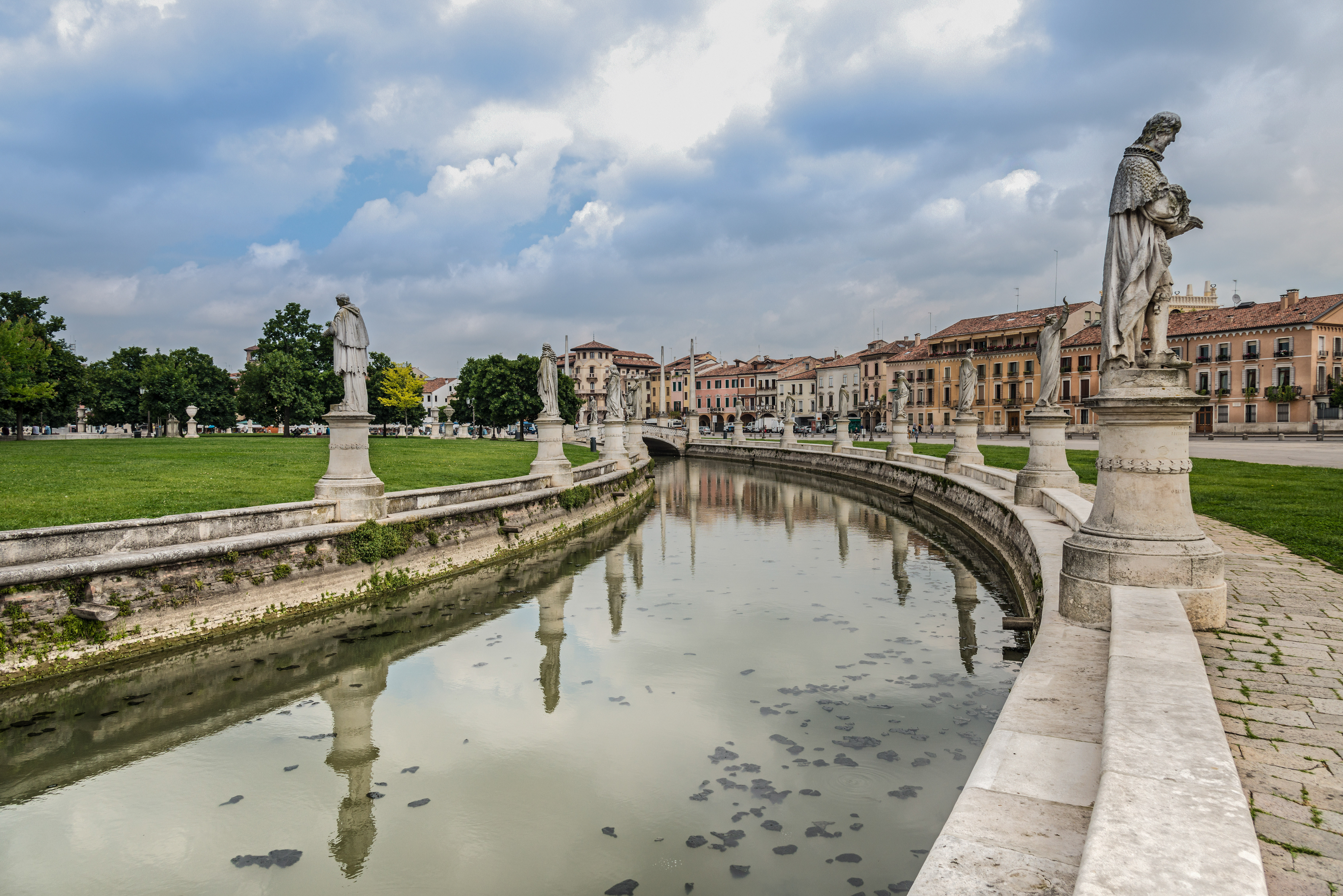
Eliptický kanál na náměstí Prato della Valle

Mezi další zajímavosti patří náměstí Prato della Valle s eliptickým vodním kanálem a sochami 84 významných Padovanů a studentů zdejší univerzity. Vzniklo koncem 18. století a náleží k největším na světě (s 88 620 m² je o něco větší než Karlovo náměstí v Praze).

#### Santa Giustina
V jihovýchodním rohu náměstí stojí opatství sv. Justýny s kostelem z let 1514—1587. V kostele je hrob evangelisty Lukáše (část ostatků je uložena v Praze na Hoře Athos) a apoštola Matěje. Mučednickou smrt světice svaté Justýny připomíná Veronesův obraz na hlavním oltáři.

### Botanická zahrada
V Padově se nachází snad nejstarší botanická zahrada na světě, která sloužila lékařské fakultě místní univerzity a v témže místě funguje od roku 1545. Od roku 1997 je součástí Světového dědictví.

### Observatoř La Specola
V rámci univerzity se v Padově nachází historická astronomická observatoř La Specola.

### Další zajímavosti
V Padově se také odehrává Shakespearova komedie Zkrocení zlé ženy.
Padovu navštívil při svém návratu do vlasti také první československý prezident Tomáš Garrigue Masaryk, setkal se tam s italským králem Viktorem Emanuelem III. a 16. prosince 1918 tam provedl přehlídku Československé legie v Itálii. 

### Galerie

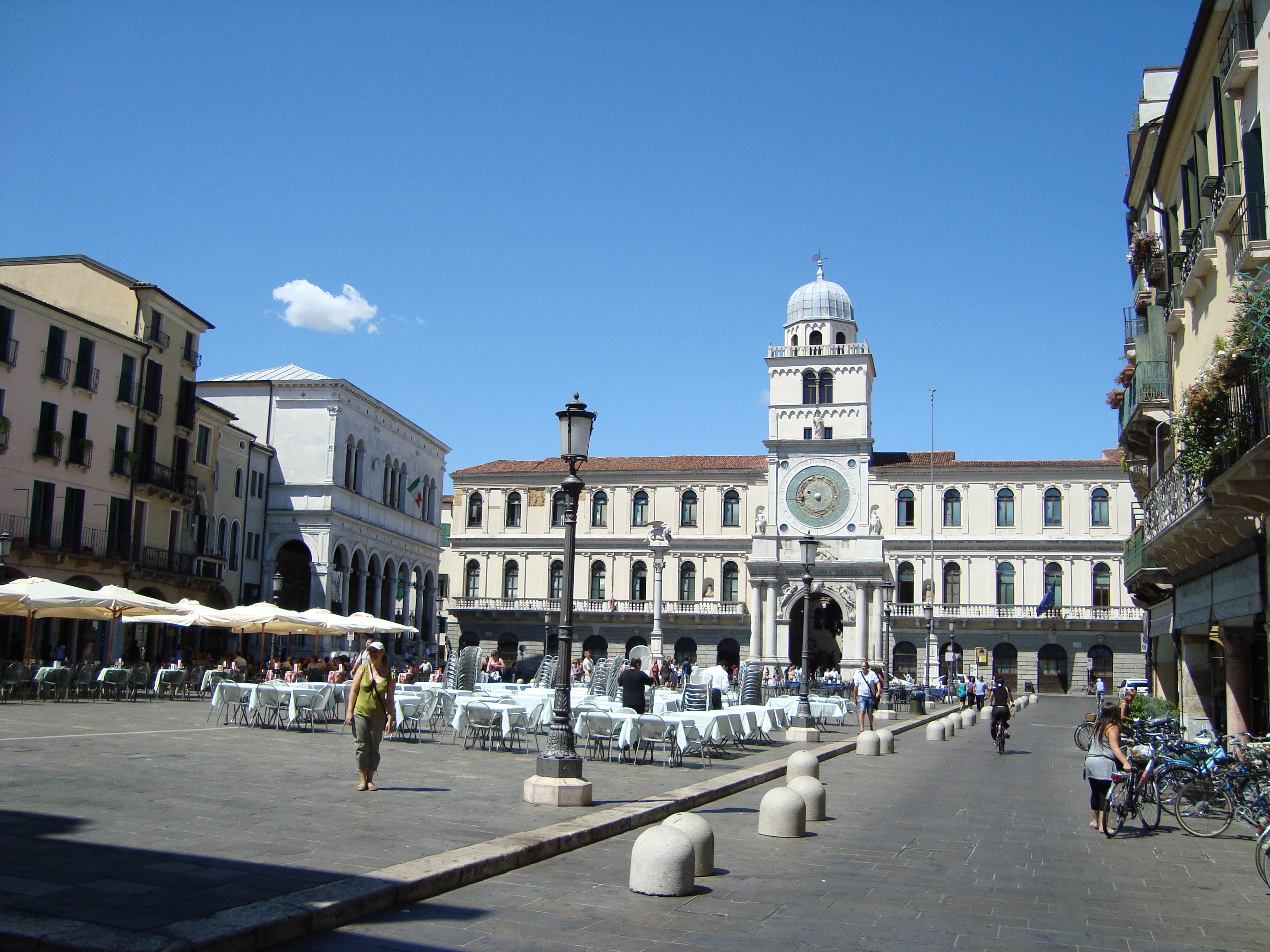
Piazza dei Signori a Palazzo del Capitanio
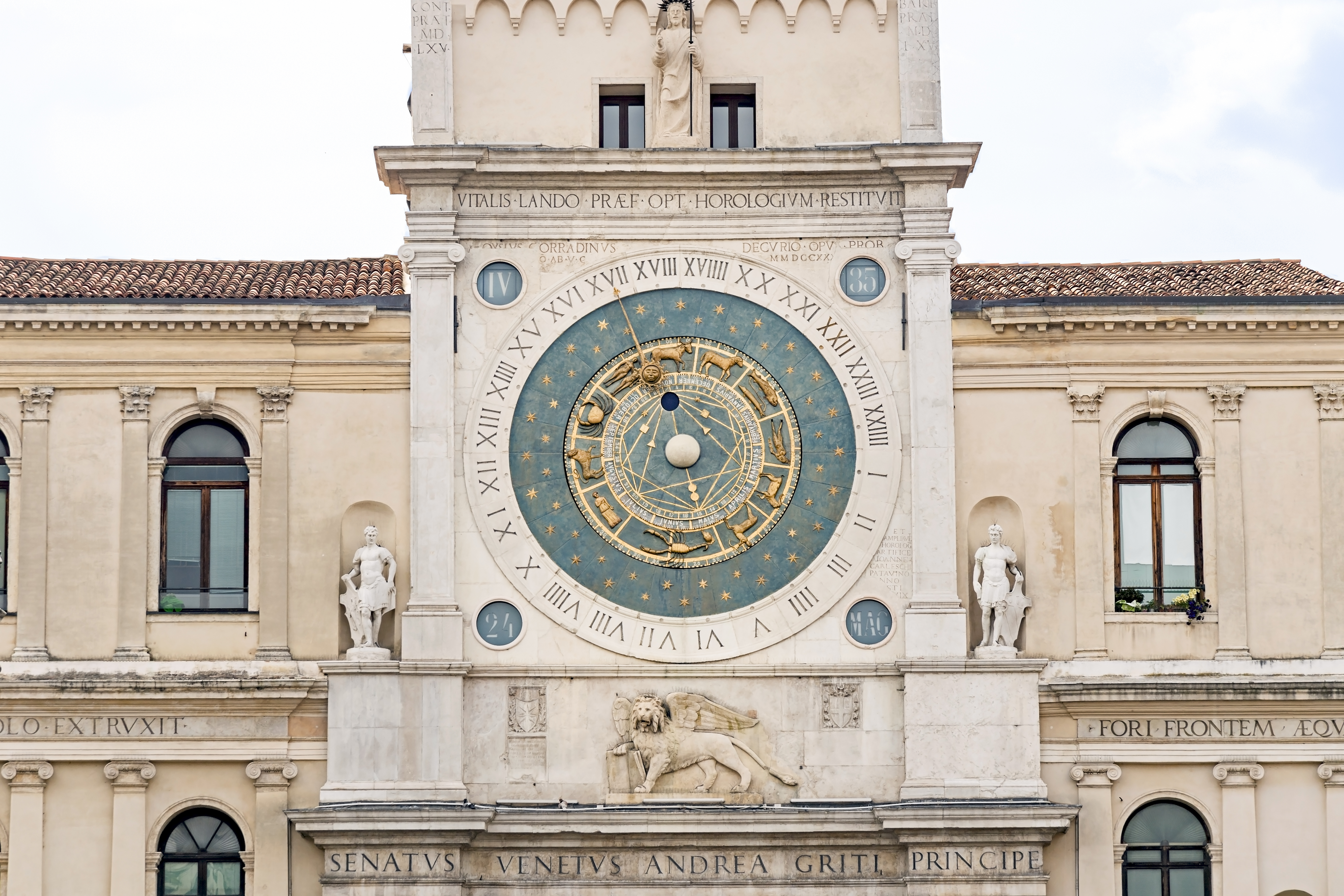
Orloj, ciferník
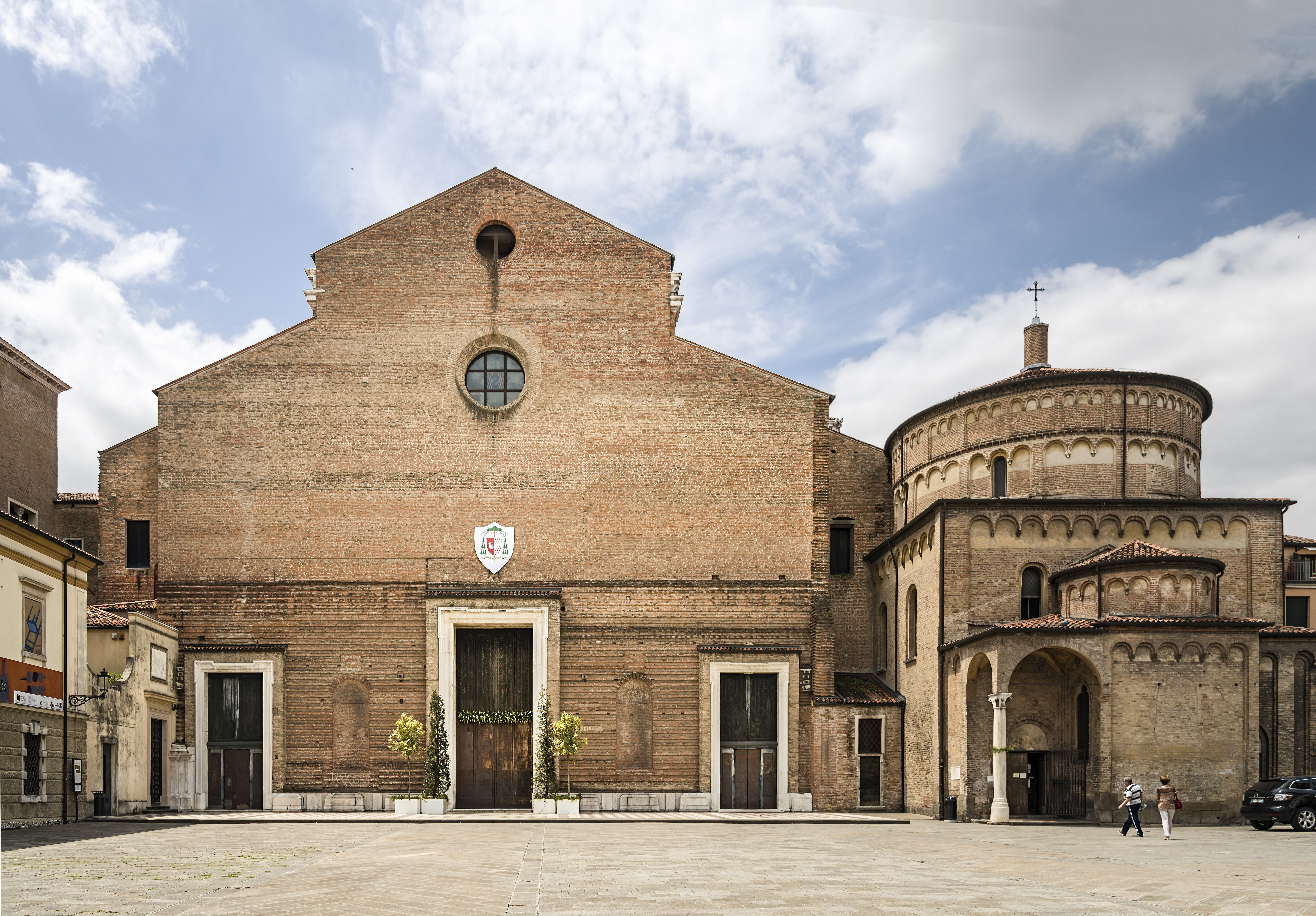
Dóm S. Maria Assunta a baptisterium
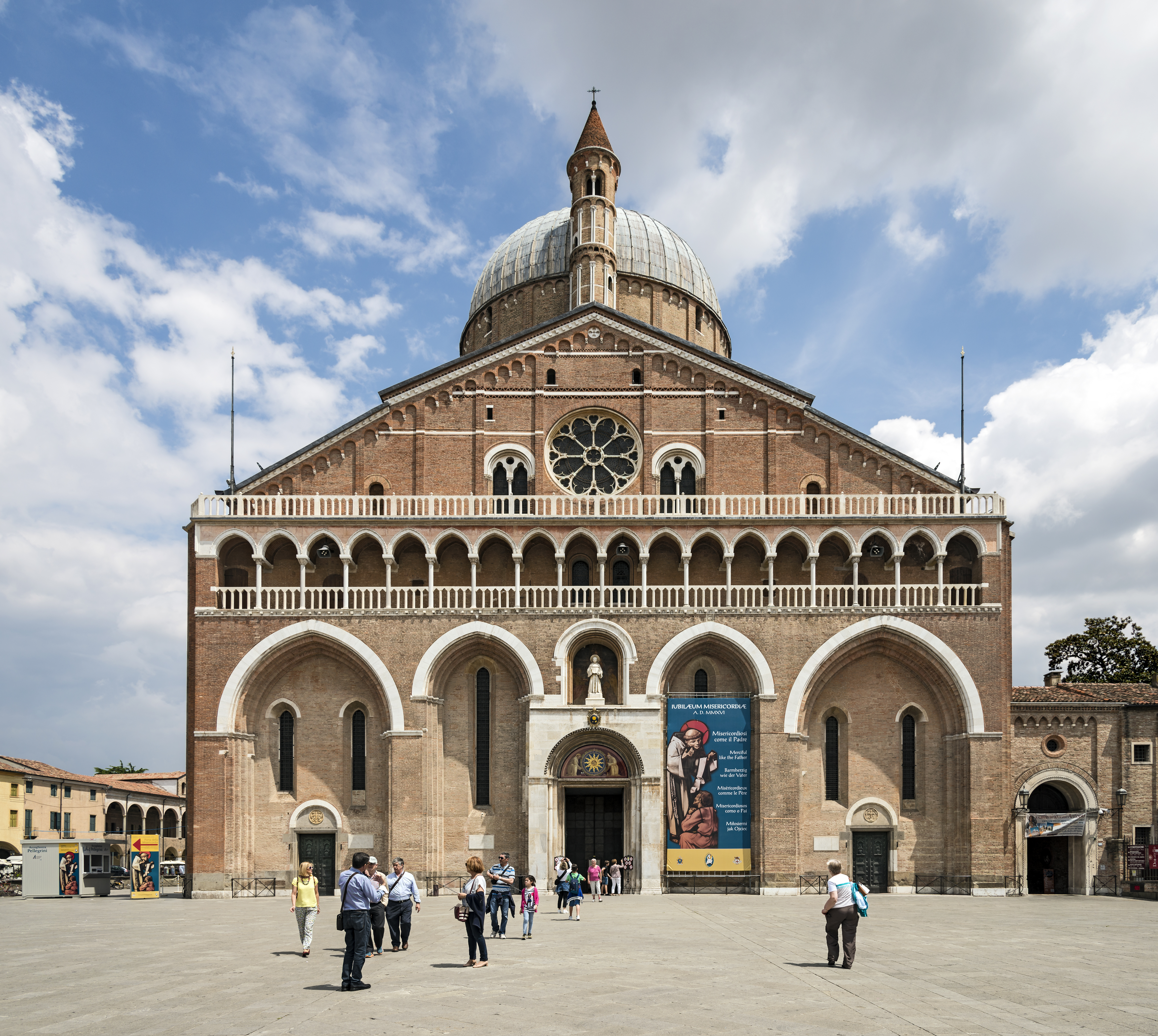
Bazilika sv. Antonína, průčelí
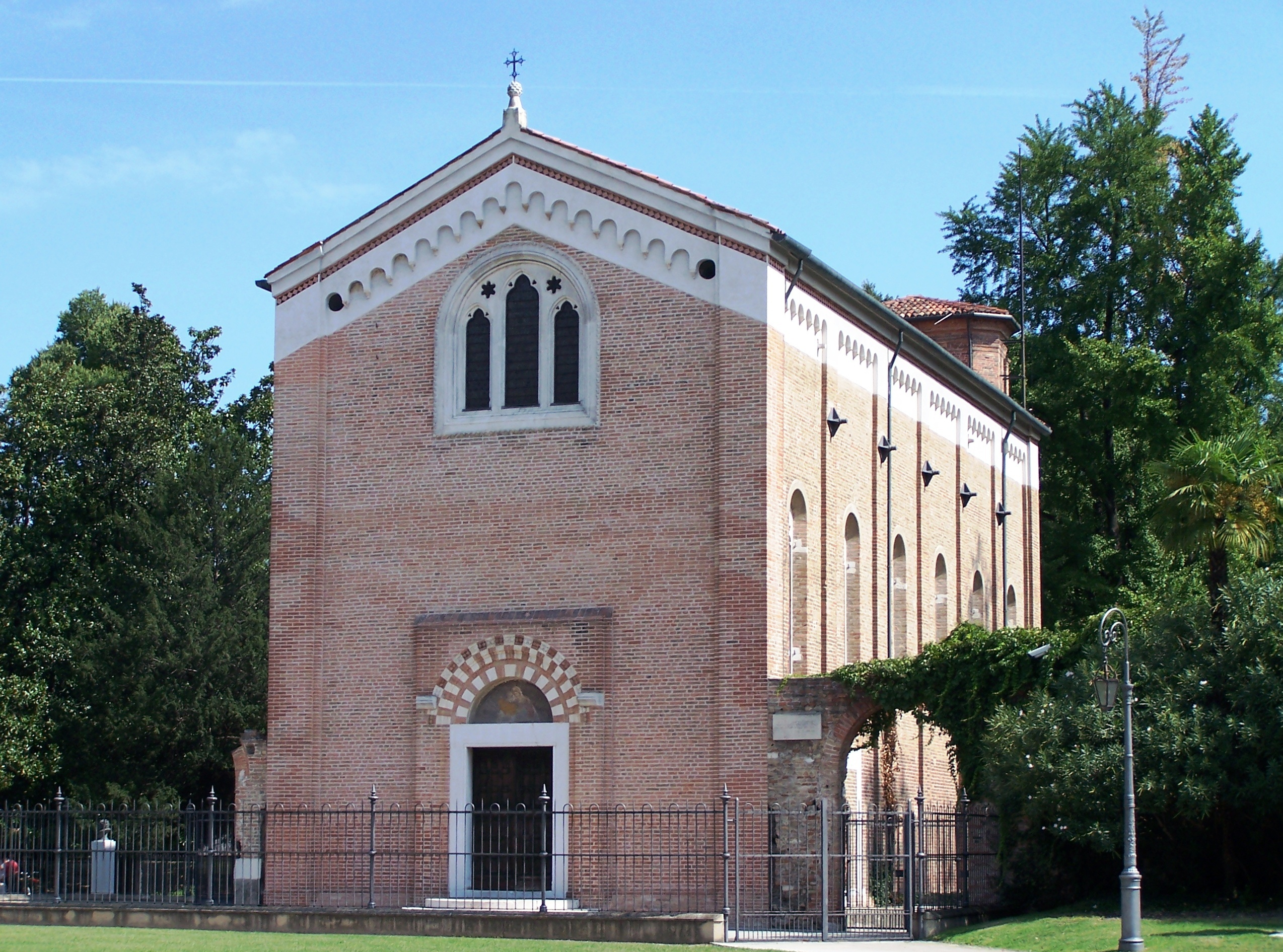
Kaple Scrovegni
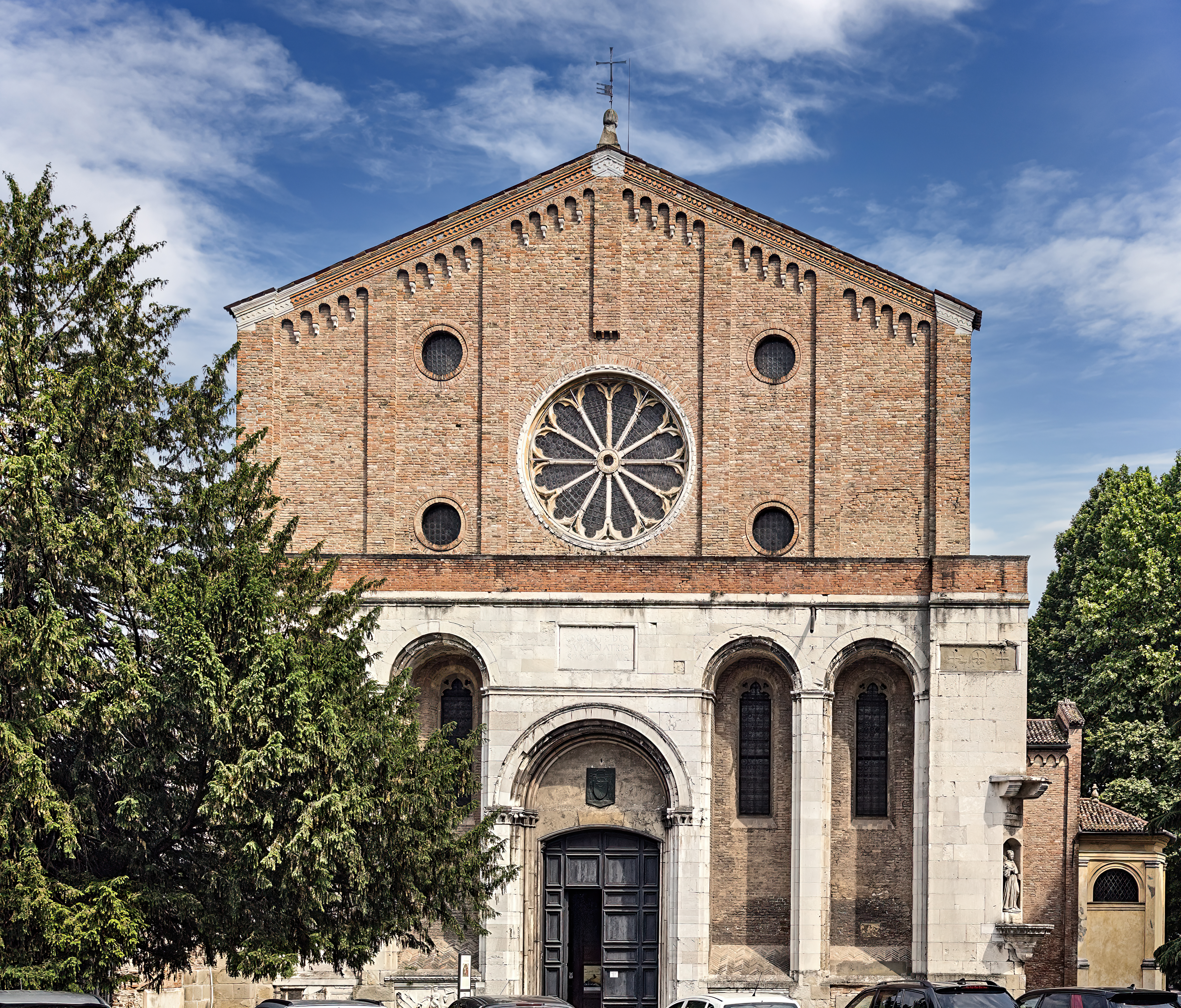
Augustiniánský kostel (Chiesa degli Eremitani)
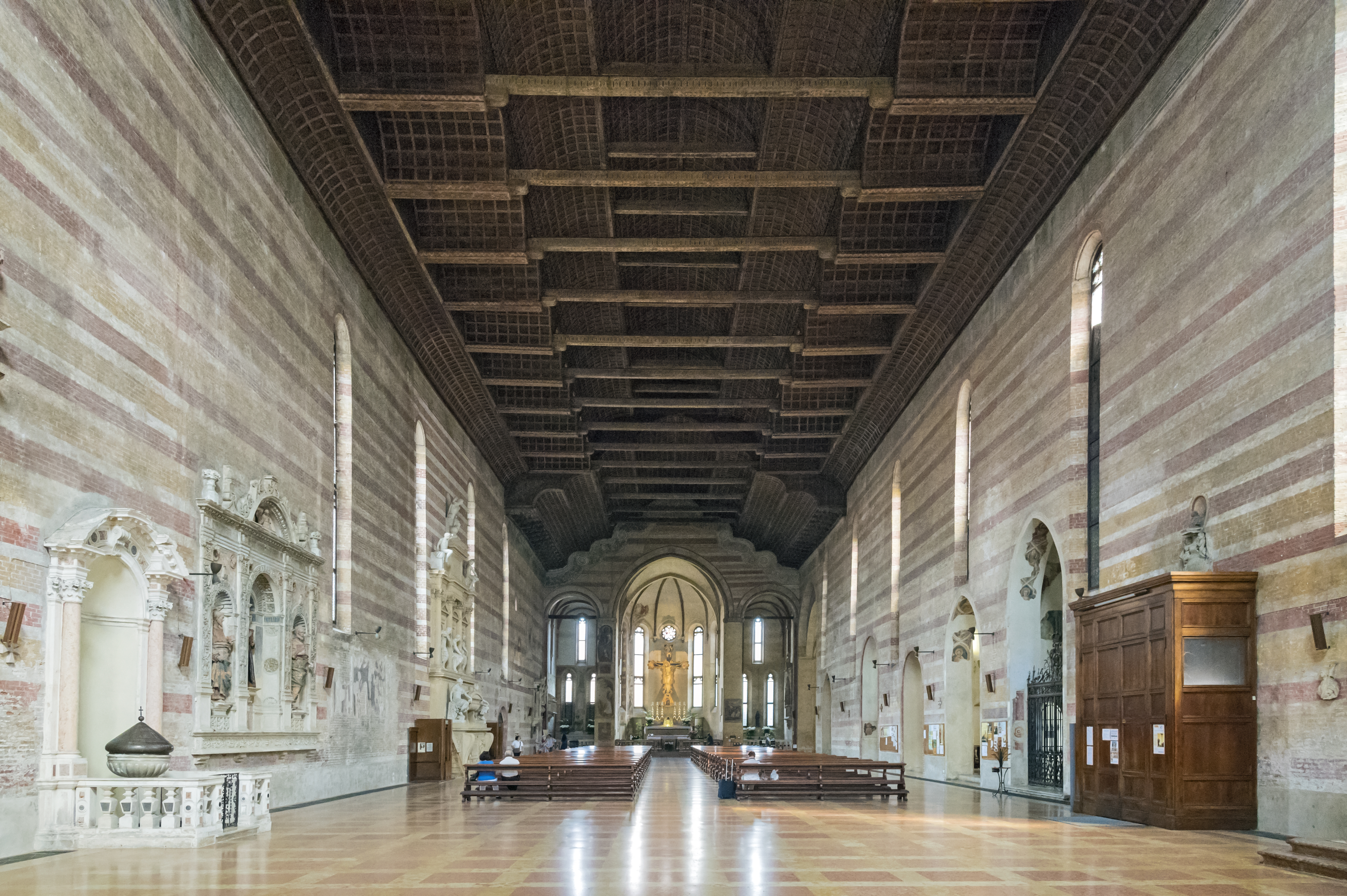
Augustiniánský kostel, interiér

## Průmysl
Po staletí byla Padova spíše kulturním a vzdělanostním centrem. V 21. století je zde zastoupena především strojírenská a potravinářská výroba, významná je zdejší produkce umělých vláken.

## Doprava

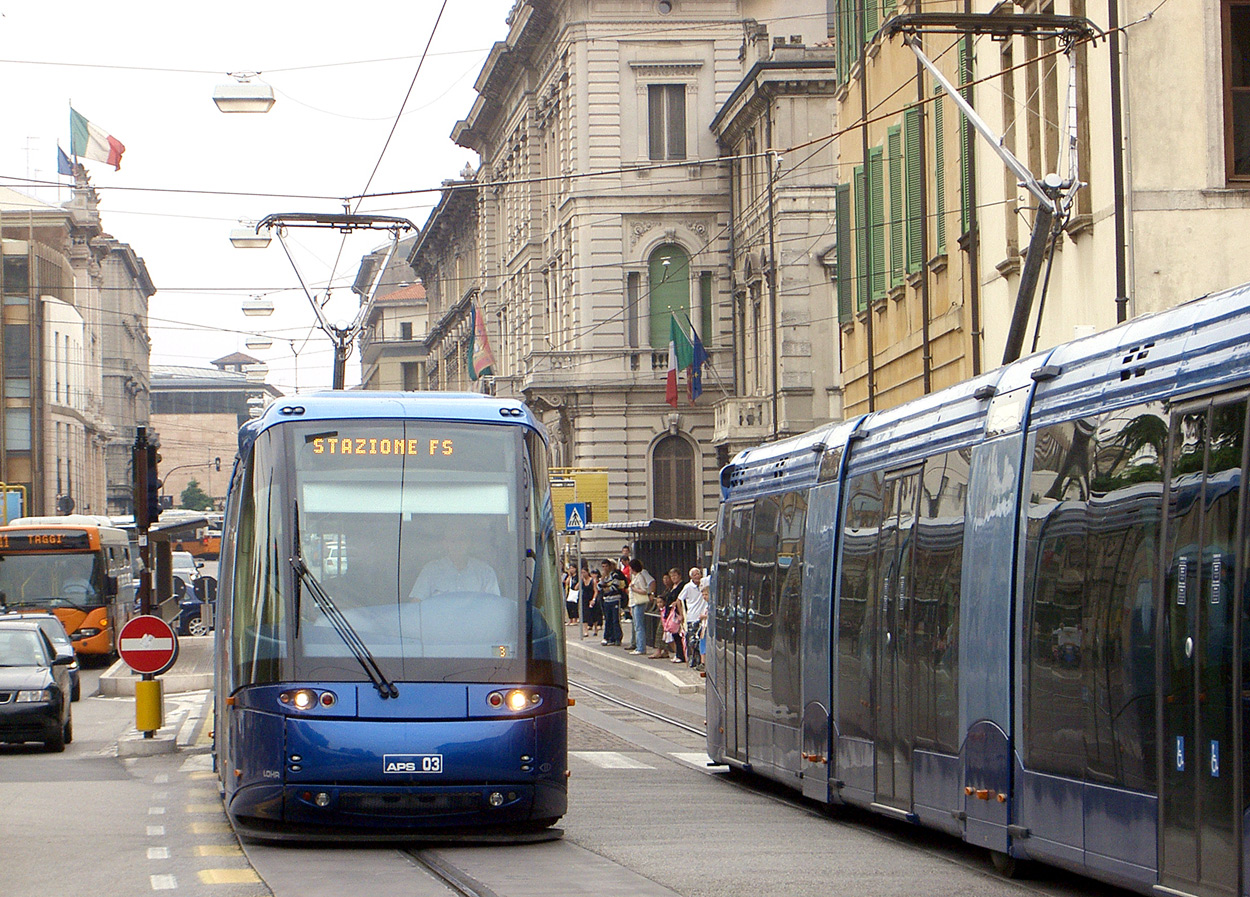
Translohr – Padovská „tramvaj“

Padova je křižovatkou dálnic A4 a A13 a především jedním z největších železničních uzlů Itálie. Vedou odtud 4 dvoukolejné elektrifikované železniční tratě: ve směru na (1) Benátky (Mestre), (2) Bolognu, (3) Vicenzu, Veronu a Milán a (4) Castelfranco Veneto.
V minulosti (1937–70) zde byla v provozu trolejbusová doprava. Nyní městskou hromadnou dopravu zajišťuje kromě autobusů také hybridní systém Translohr s vozy na pneumatikách a s jedinou napájecí a vodicí kolejí, prozatím na jedné lince spojující nádraží, centrum a jih města.

## Městské čtvrti
- Arcella
- Centrum
- Guizza
- Madonna Pellegrina
- Mandria
- Montà
- Ponte di Brenta
- Pontevigodarzere

## Vývoj počtu obyvatel
Počet obyvatel

## Osobnosti města
- Titus Livius (59 př. n. l. – 17), římský historik
- Antonín z Padovy (1195–1231), portugalský františkánský mnich, teolog a kazatel, učitel církve, světec
- Vavřinec z Brindisi (1559–1619), římskokatolický kněz a člen řádu menších bratří kapucínů
- Marsilius z Padovy (asi 1275 – asi 1343), filosof, politik, teolog, publicista a lékař pozdního středověku
- Mikuláš Koperník (1473–1543), polsko-německý astronom, matematik, právník, stratég a lékař, římskokatolický duchovní a tvůrce heliocentrické (sluncestředné) teorie
- Gerolamo Cardano (1501–1576), matematik, filosof, astronom a astrolog
- Andrea Palladio (1508–1580), pozdně renesanční architekt a teoretik architektury
- Galileo Galilei (1564–1642), toskánský astronom, filosof a fyzik
- František Saleský (1567–1622), katolický teolog, spisovatel, mystik, biskup ženevský a Učitel církve, světec
- Andreas Vesalius (1514–1564), vlámský anatom, lékař a autor výpravné knihy o lidské anatomii
- Giorgio Abetti (1882–1982), astronom
- Arrigo Boito (1842–1918), spisovatel, básník, novinář a hudební skladatel
- Tullio Levi-Civita (1873–1941), matematik
- Giorgio Pantano (* 1979), pilot formule 1
- Riccardo Patrese (* 1954), bývalý pilot Formule 1
- Francesco Toldo (* 1971), fotbalový brankář

## Partnerská města
- Freiburg, Německo, 1967
- Beira, Mosambik, 1995
- Boston, Massachusetts, USA, 1983
- Cagliari, Itálie, 2002
- Coimbra, Portugalsko, 1998
- Chan-tan, Čína, 1988
- Iași, Rumunsko, 1995
- Nancy, Francie, 1964
- Zadar, Chorvatsko, 2003